# メリエム・ボズ
メリエム・ボズ（原語表記・Meryem Boz、女性、1988年2月3日 - ）はトルコのバレーボール選手である。ポジションはオポジット。トルコ代表。

## 来歴
2009年にトルコ代表に初選出される。2010年のヨーロッパリーグで銅メダルを獲得した。2014/15シーズンのCEVカップではMVPを獲得した。2017年からは代表チームのオポジットを任され、同年の欧州選手権では銅メダルを獲得した。2018年5-6月のネーションズリーグでは銀メダルを獲得した。2018/19シーズンからはガラタサライに移籍した。2020年の東京オリンピック欧州大陸予選で優勝に導き、MVPに選ばれた。2021年開催の東京2020オリンピックに出場した。2021-22シーズンより強豪クラブワクフバンクSKに移籍した。

## 球歴
- オリンピック - 2021年
- 世界選手権 - 2018年
- ワールドグランプリ - 2017年
- ネーションズリーグ - 2018年、2019年、2021年
- ヨーロッパ選手権 - 2017年、2019年

## 受賞歴
- 2020年　東京オリンピック欧州大陸予選　MVP

## 所属クラブ
- İlbank（2005-2010年）
- アトム・トレフル・ソポト（2010-2011年）
- İlbank（2011-2012年）
- フェネルバフチェ（2012-2013年）
- Halkbank Ankara（2013-2014年）
- Bursa Büyükşehir Belediyespor（2014-2015年）
- Nilüfer Belediye（2015-2016年）
- Seramiksan SK（2016-2018年）
- ガラタサライ（2018-2019年）
- Aydın Büyükşehir Belediyespor（2019-2021年）
- ワクフバンクSK（2021-2022年）
- フェネルバフチェ（2022-2024年）
- Bahçelievler Belediyespor（2024-）